# Guerra Árabe-Israelense de 1948
A guerra árabe-israelense de 1948, geralmente conhecida pelos israelenses como Guerra da Independência (em hebraico: מלחמת העצמאות) ou Guerra da Liberação (מלחמת השחרור) e considerada pelos palestinos como parte de al-Nakba (em árabe: النكبة), isto é, 'A Catástrofe', começou em 15 de maio de 1948, logo após a declaração de independência de Israel, e terminou após os vários acordos de cessar-fogo entre israelenses e árabes, firmados entre fevereiro e julho de 1949.
A guerra foi um desdobramento da Guerra Civil na Palestina Mandatária (1947-1948). A guerra foi declarada pelos Estados árabes, que haviam rejeitado o Plano da ONU de Partição da Palestina (Resolução 181 das Nações Unidas), segundo o qual a Palestina, ainda sob mandato britânico, seria dividida em um Estado árabe e um Estado judeu.
Os confrontos tiveram início, no dia seguinte, em 15 de maio de 1948, exércitos árabes combinados atacaram Israel por três frentes diferentes. Os exércitos do Egito, Síria, Iraque, Jordânia, Líbano e Arábia Saudita, estavam então convergindo para uma minúscula faixa de território que agora era Israel. Logo após a declaração de independência de Israel, que precipitou o fim do Mandato Britânico na Palestina quando já estava em curso uma guerra civil na Palestina, iniciada em 1947.
O cenário principal da guerra foi o antigo território do Mandato, mas também incluiu, durante um curto período, a península do Sinai e o sul do Líbano. O conflito terminou com os acordos do armistício israelo-árabe de 1949 e vários acordos bilaterais de cessar-fogo, firmados entre fevereiro e julho de 1949.
Expulsões de palestinos, que haviam começado durante a guerra civil, continuaram durante a guerra árabe-israelense. Centenas de palestinos foram mortos em vários massacres. Esses eventos fazem parte do que os palestinos chamam de A Catástrofe (em árabe: النكبة, al-Nakba), que teve lugar em meio a essa guerra.

## Antecedentes
Em 1917, a Palestina abrigava, dentro de uma área de 26 mil km², uma população de um milhão de palestinos e 100 mil judeus e ainda se encontrava sob o domínio do Império Otomano. Com a derrota dos turcos na Primeira Guerra Mundial, a Palestina é colocada sob controle britânico, através de mandato recebido da Liga das Nações, em 1922.
Em 1921, os britânicos fizeram a partilha do território do Mandato, separando quase 80% para a criação de uma entidade árabe, chamada Transjordânia (futura Jordânia). Os 20% restantes, seriam destinados à criação de um futuro lar nacional para o povo judeu, conforme previsto na Declaração Balfour de 1917.
O fim da Segunda Guerra Mundial, porém, marcará o fim dos grandes impérios coloniais, que se haviam enfraquecido com o conflito. Os Estados Unidos emergem como potência econômica e militar, ao lado da União Soviética, que havia adquirido prestígio e poder em função do seu papel decisivo na vitória sobre a Alemanha. Inaugurava-se um período caracterizado por um novo tipo de disputas. Baseado na divisão do mundo em esferas de influência atribuídas as duas nações hegemônicas, este período será conhecido como Guerra Fria.
As atrocidades cometidas contra os judeus pelo regime nazista alemão colocaram o Ocidente diante do dever moral de atender à antiga reivindicação sionista de criação de um Estado judeu. O Plano de Partição da Palestina foi apresentado pelo UNSCOP (United Nations Special Committee on Palestine), liderado pelos Estados Unidos e União Soviética, às Nações Unidas e consistia basicamente na divisão da Palestina em um Estado judeu, cuja área corresponderia a 55% do total (5 500 acres), e um Estado palestino, com 45% (4 500 acres). A proposta foi rejeitada pelos árabes.
Quando foi criada a ONU, em 1945, a Palestina ainda era território administrado pela Grã-Bretanha. Entre as questões prioritárias a serem tratadas pela Organização estava a da criação de um "lar nacional judeu". O crescimento da imigração judaica para a Palestina, organizada pelo movimento sionista, encontrava forte objeção por parte da população nativa local, que, em meados da década de 1940 representava aproximadamente 2/3 dos habitantes do território - cerca de dois milhões de pessoas. Tendo em vista a escalada da violência entre judeus e palestinos, a Inglaterra decidiu, em fevereiro de 1947, levar a questão à ONU. Naquele ano, a Palestina já tinha uma população de 1 milhão e 300 mil palestinos e 600 mil judeus.
Em 29 de Novembro de 1947, o representante brasileiro Osvaldo Aranha presidiu a primeira Sessão Especial da Assembleia Geral da ONU, depois de atuar fortemente em favor da aprovação do Plano, que afinal foi obtida, por 33 votos a favor, 13 contra e 10 abstenções. O novo Estado não é reconhecido pela Liga Árabe (Egito, Síria, Líbano, Jordânia).
A partir de 30 de novembro de 1947, logo após a aprovação do Plano, a Haganah, organização paramilitar judia, entrou em confronto com a população civil árabe. Em dezembro a Liga Árabe organizou o Exército de Liberação Árabe, uma força de voluntários palestinos, sob a liderança de Fawzi al-Qawuqji para resistir ao Plano de Partição da Palestina. Ao mesmo tempo, os britânicos, até então responsáveis pela administração do território, retiravam-se. As forças palestinas foram derrotadas, e várias cidades mistas, à exceção de Jerusalém, passaram ao controle das forças judias. 350 000 a 400 000 palestinos foram expulsos de suas casas e se iniciou o êxodo.
Segundo Tariq Ali, "esse acontecimento teve pouco impacto em outros lugares. Os recém-independentes Estados muçulmanos do Paquistão e da Indonésia estavam imersos em preocupações próprias. O Irã ficou indiferente. Mas, no mundo árabe, era impossível permanecer desligado. A ocupação da Palestina por colonos sionistas da Europa afetava o mundo todo. Um egípcio, um iraquiano, um saudita, um sírio não eram afetados do mesmo modo que um nativo palestino, mas todos tinham um sentimento de perda. O que até então fora uma cultura comum para árabes muçulmanos, cristãos e judeus, sofreu uma séria fratura, uma ruptura profunda que viria a se tornar conhecida como al Nakba, a catástrofe. A vitória sionista tinha desafiado a modernidade árabe, e alguns escritores se perguntavam se a continuidade da presença árabe na história fora destruída para sempre".
Ao longo da segunda metade do século XX, a partir da criação do Estado de Israel, o Oriente Médio - região predominantemente ocupada por populações nativas arabizadas, seja pela língua, pela religião ou pelos costumes - seguirá um padrão de instabilidade nas relações internacionais.

## O conflito

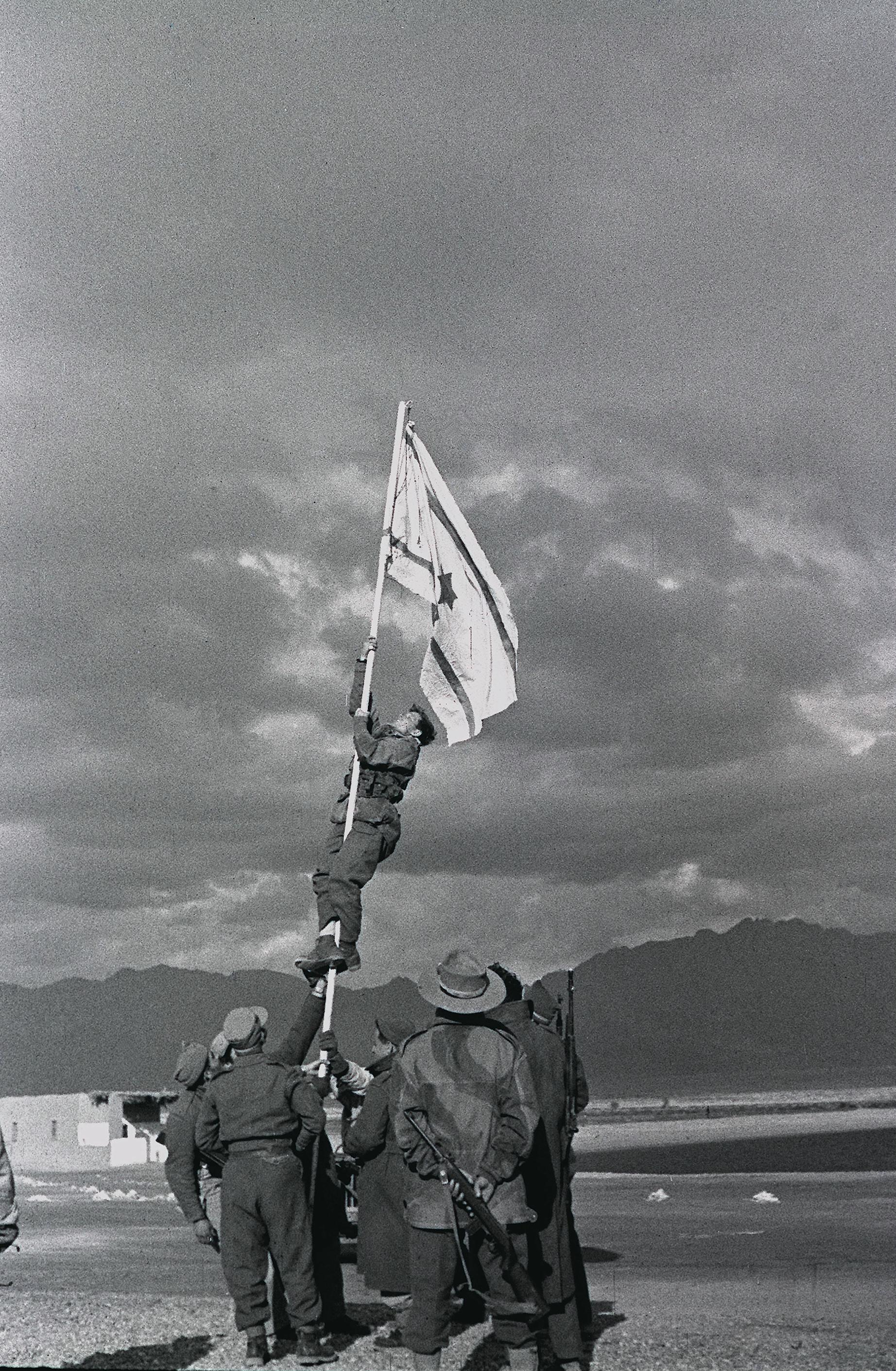
Capitão Avraham "Bren" Adan levanta a Bandeira de Israel em Umm Rashrash (atual cidade de Eilat), o que marcou o fim do conflito.

Em 14 de maio de 1948, à meia-noite, termina oficialmente o mandato britânico da Palestina. Já numa fase adiantada da guerra civil na Palestina, David Ben-Gurion declara a Independência do Estado de Israel, reconhecida imediatamente pela União Soviética e pelos Estados Unidos.
Ao longo do dia, o Estado de Israel é proclamado em várias partes do território. Os Estados árabes vizinhos, que contestam a criação de Israel, decidem intervir. Os exércitos do Egito, Iraque, Líbano, Síria e Transjordânia – aos quais se incorporam as forças árabes palestinas remanescentes –, com apoio político de outros países, entram na Palestina. Começa a primeira de uma série de guerras que iriam constituir o longo conflito árabe-israelense.
A guerra de 1948-1949 foi vencida pelos israelenses, que ampliaram o seu domínio por uma área de 20 mil km² (75% da superfície da Palestina). O território restante foi ocupado pela Jordânia, que anexou a Cisjordânia, e pelo Egito, que ocupou a Faixa de Gaza.
A guerra civil palestina e a guerra árabe-israelense provocaram o deslocamento de aproximadamente 900 mil palestinos, que foram expulsos das áreas incorporadas por Israel. Esse imenso contingente de refugiados permaneceu disperso pelos campos do Oriente Médio e, nos anos seguintes, será frequentemente referido como "a questão palestina" – que permanece sem solução até os dias atuais. Atualmente, segundo a UNRWA, o número de refugiados palestinos que vivem nos territórios ocupados, Líbano, Síria e Jordânia está próximo de cinco milhões.

## Consequências
O governo israelense continuou suas tensões com o governo sírio, infiltrando agentes das forças especiais criando campos de treinamento para a oposição síria durante a guerra civil da segunda década do século XXI e fornecendo armamento para extremistas anti-sírios, muitos deles ligados a Frente al-Nusra. Um ano depois da guerra de 1948, os governos ocidentais planejaram apoiar os cristãos do Partido Nacional Socialista Sírio para derrubar o governo e novamente em 1957, viriam a apoiar a Irmandade Muçulmana Síria.